# Année internationale des forêts

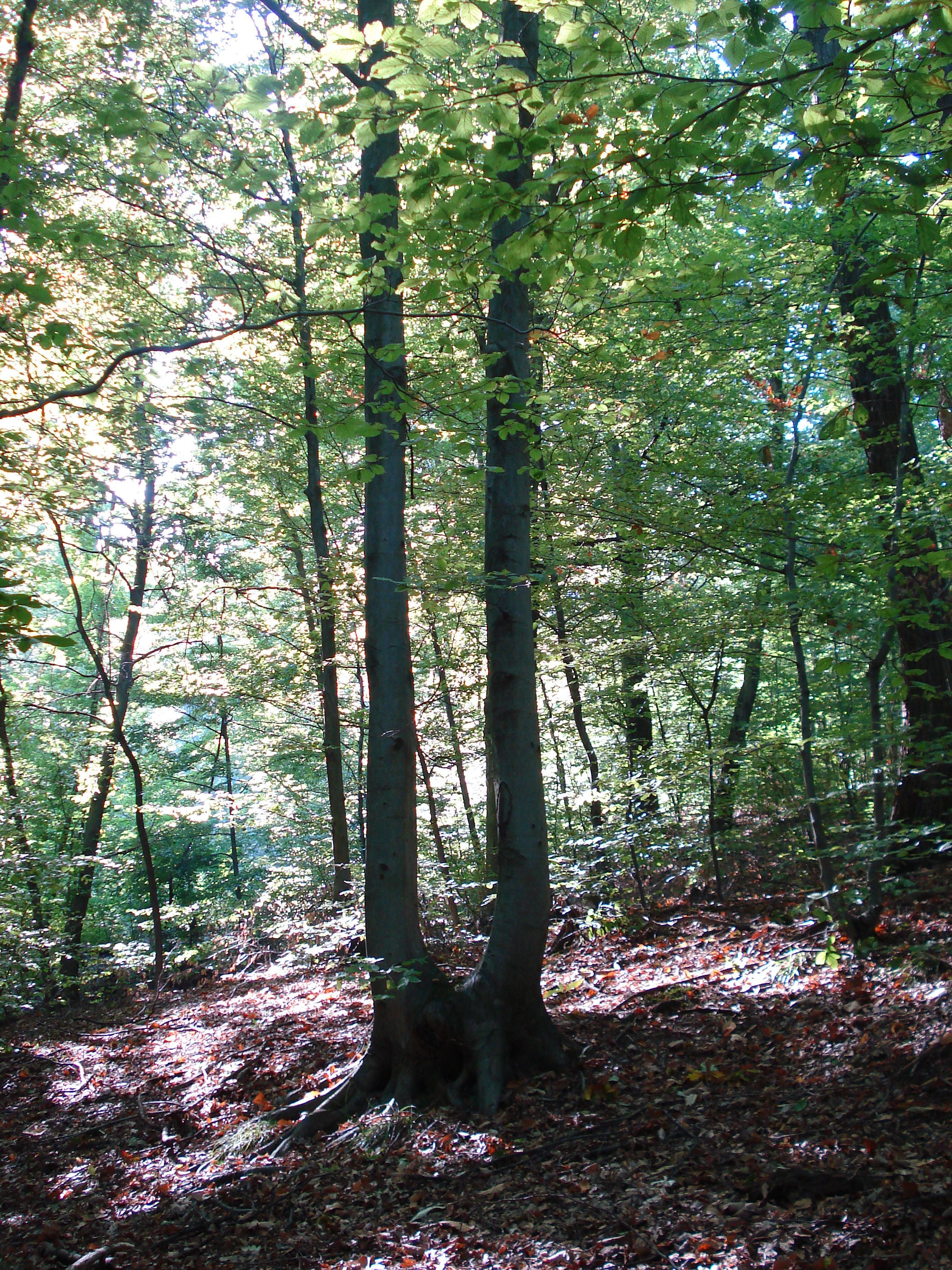
Parc prirode Medvednica, Croatie.

L'ONU a proposé que 2011 soit l'année internationale des forêts, après que 2010 fut l'année internationale de la biodiversité. 

Le thème et slogan de l'ONU pour 2011 est « Les forêts pour les peuples » 
L'ONU veut ainsi promouvoir la bonne gestion, la conservation et le développement soutenable de tous les types de forêts de la planète. 

Il s'agit aussi d'encourager un engagement politique plus fort, et de sensibiliser la société civile à mieux reconnaître « le rôle que des forêts gérées de manière durable peuvent avoir dans l’atténuation des effets du Réchauffement climatique global, ainsi que dans la fourniture de bois, de médicaments et de moyens de subsistance aux peuples du monde entier ».
Début février 2011, l'ONU, en présence de Mme Elinor Ostrom, lauréat du prix Nobel d'économie 2009 « pour ses travaux révolutionnaires sur la foresterie communautaire » , a annoncé la création d'une plateforme pour l'éducation de tous et chacun quant aux valeurs portées et produites par les forêts - et « le coût social, économique et environnemental extrême de leur perte ».

## Contexte
La planète et l'humanité doivent faire face à une double crise, climatique et de la biodiversité. La forêt est impactées par ces deux problèmes et peut jouer un rôle de résilience dans les deux cas. Cependant, les constats alarmants des décennies précédentes sont confirmés par la FAO (Organisation des Nations unies pour l'alimentation et l'agriculture) qui confirme que les forêts ne recouvrent plus qu'environ 31 % des terres émergées (un peu moins de 4 milliards d'hectares, qu'elles se sont dégradées presque partout et qu'environ 13 millions d'hectares de forêts (soit une surface presque équivalente à celle de l'Angleterre) sont annuellement détruit au profit de l'agriculture, de l'urbanisation, des routes, des mines, etc. 

60 millions de personnes seraient employées par l'activité sylvicole et forestière, et la valeur du bois vendu chaque année approcherait selon la FAO environ 100 milliards de dollars, mais dans le même temps, la dégradation des forêts menace plus de 1,6 milliard de personnes qui dépendent directement et vitalement de écosystèmes forestiers pour leur subsistance. Ces personnes sont souvent pauvres, sans titres de propriété et mal défendues. 60 millions d'entre elles appartiennent à des communautés autochtones vivant dans et de la forêt.
Le contexte de cette année internationale est aussi celui de la préparation de la conférence  Rio + 20 (prévue en 2012). 

Rappelant ce fait, le secrétaire général de l'ONU lors du Forum sur les forêts a espéré que les pays sachent saisir cette chance de s'entendre sur la meilleure façon de réaliser le plein potentiel des forêts ; pour le développement durable, la stabilité économique, la lutte contre la pauvreté, et sur les efforts à faire pour à assurer la prospérité future de tous,.

## Grands évènements marquants le calendrier international

### évènements préparatoires (en2010)
- 4 au 8 octobre 2010 ; Vingtième session du Comité FAO sur les forêts (Committee on Forestry ou COFO), organisé par la FAO à Rome (Italie) ;
- 11 au 15 octobre 2010 ; Cinquième réunion de la Conférence des Parties siégeant en tant que Réunion des Parties au Protocole de Carthagène sur la prévention des risques biotechnologiques (sur la prévention des risques biotechnologiques) ; COP-MOP 5 ; au Secrétariat de la CDB, à Nagoya (Japon)
- 18 au 29 octobre 2010 ; Dixième réunion de la Conférence des Parties à la Convention sur la diversité biologique (COP 10) ; Secrétariat de la CDB

Nagoya, Japon ;
- 15 au 18 novembre 2010 ; Réunion du Conseil mondial pour l'environnement mondial, sous l'égide du Secrétariat du FEM ; Washington DC
- Novembre 29 - décembre 10 ; Seizième Conférence des Parties à la Convention-cadre des Nations unies sur les changements climatiques et Sixième réunion des Parties au Protocole de Kyoto ; Secrétariat de la CCNUCC, Cancun, Mexique ;
- 18 au 19 décembre 2010 ; Clôture de l'Année internationale de la biodiversité 2010 - passage à l'Année internationale des forêts 2011 ; Secrétariat de la CDB et le Secrétariat du FNUF ; Kanazawa, au Japon ;
- 13 au 18 décembre 2010 ; 46e session du Conseil international des bois tropicaux et sessions associées des Comités; OIBT à Yokohama (Japon).

### Rapports internationaux
Sous l'égide de l'ONU, l'une de ses agences, l'Organisation des Nations unies pour l'alimentation et l'agriculture (FAO) a publié début 2011 un rapport sur la « Situation des forêts du monde en 2011 ». Il insiste notamment sur « l'urgente  nécessité de prendre des mesures destinées à protéger les acquis que procurent les forêts en matière de soutien aux moyens d'existence locaux face au changement climatique ».

### Forum international organisé par l'ONU (24 janvier - 4 février 2011)
À partir du 24 janvier 2011, et durant deux semaines , les représentants des États membres et de nombreux experts ont été réunis par l'ONU à New York, par le  Forum des Nations unies sur les forêts pour étudier -  sous la présidence de Jan McAlpine - les stratégies de promotion du développement social et la lutte contre la pauvreté via la gestion durable des forêts de la planète et de leurs écosystèmes à mettre en œuvre. L'impact des politiques et de l'action publique sur la forêt, l'impact des programmes de développement sur les communautés autochtones dépendantes des forêts, le rôle des régimes fonciers et leur possible modernisation ont été au cœur des discussions. Les aspects éthiques ou socioculturels de différents modes d'exploitation des forêts ont aussi été  . 

Le Forum des forêts résulte du Sommet de la Terre de Rio, qui près de 20 ans plus tôt a aussi porté les préoccupations des peuples autochtones, du public et de certains gouvernements concernant la gestion soutenable et durable des forêts, mais les États-membres n'avaient pas réussi à s'entendre pour rédiger et signer une convention mondiale sur la protection des forêts, ne produisant qu'une déclaration ayant une certaine valeur morale, mais aucune portée juridique.

### Lancement par l'ONU
C'est le 2 février 2011, en conclusion du Forum sur les forêts, que l'Année internationale des forêts a été officiellement lancée, au siège des Nations unies (New York), en présence de représentants des 192 États-membres des Nations unies, de nombreuses personnalités, dont le prix Nobel de la paix 1984, Wangari Maathai, et l'Ambassadeur de bonne volonté du Programme des Nations unies pour l'environnement (PNUE), Yann Arthus-Bertrand qui venait de terminer son dernier film « Forest » (diffusé en avant première mondiale, au siège de l’ONU).
Le secrétaire général de l’ONU, Ban Ki-moon a rappelé que :
- « 1,6 milliard de personnes dépendent des forêts pour leur subsistance » [4] ;
- « les forêts sont essentielles à notre bien-être » ;
- les forêts « abritent 80 % de la biodiversité terrestre » ;
- les forêts « stockent plus d'un trillion de tonnes de carbone » ;
- « les émissions de gaz à effet de serre de la déforestation représentent plus que la totalité de celles des transports dans le monde » ;

« Les forêts sont à la fois une source d'abris, de nourriture, d'énergie et d'autres bénéfices essentiels pour l'écosystème. Elles sont littéralement les poumons de la planète », a aussi rappelé Joseph Deiss (Président de l’Assemblée générale de l’ONU).
Tout en reconnaissant les avancées du dernier sommet de l’ONU sur le changement climatique, à Cancun, en décembre 2010, le secrétaire général de l'ONU a exhorté la communauté internationale à restaurer, protéger et gérer le patrimoine forestier mondial, ce qui nécessite de s'accorder sur les modalités d'une gestion plus soutenable du potentiel des forêts, « pour le développement durable, la stabilité économique, la lutte contre la pauvreté et nos efforts pour assurer une prospérité future à tous » . « Les gouvernements ont fait un pas important vers la construction d’un futur caractérisé par une résilience au climat et une baisse des émissions de carbone. La série de mesures sur laquelle ils se sont entendus comprend des mesures de conservation et de gestion durable des forêts », a-t-il estimé, avant d’appeler les États-membres à poursuivre les efforts « sur la base de cette initiative prometteuse, afin que les générations présentes et futures continuent de bénéficier de la riche diversité des forêts ». Un des outils proposés est le programme REDD.

Sha Zukang (secrétaire général adjoint des Nations unies aux affaires économiques et sociales), a quant à lui constaté que l'intérêt politique porté vers les forêts s’était accru mais qu'il devait maintenant se traduire en action et donc bénéficier de moyens financiers « Nous devons nous assurer que les milliards de dollars promis pour les forêts et le financement de la lutte contre le changement climatique soient vraiment versés et servent à une gestion soutenable des forêts ».

## Évènements organisés par l'ONU ou les États-membres en 2011, en rapport direct ou indirect avec la Forêt
- 24 janvier - 4 février 2011 ; Neuvième session du Forum des Nations unies sur les forêts 
 Lancement de l'Année internationale des forêts 2011 ; Secrétariat du FNUF ; Siège de l'ONU, à New York ;
- 21 au 30 janvier 2011 ; L'Allemagne, dans le cadre de la Semaine verte internationale lance une campagne de sensibilisation ; pilotée par le ministère fédéral de l'Alimentation, l'Agriculture et de la protection des consommateurs (Berlin, Allemagne) ;
- 2 février 2011 ; Journée mondiale des zones humides, portée par la Convention de Ramsar, nombreuses manifestations dans presque tous les pays ;
- 21 au 25 février 2011 ; 26e session du Conseil d'administration du PNUE Forum ministériel mondial; PNUE, Nairobi, Kenya ;
- 7 au 8 mars 2011 ; Deuxième PrepCom pour la Conférence des Nations unies pour le développement durable (Rio +20), organisé par la Division du développement durable, au Siège de l'ONU (New York) ;
- 12 mars 2011 ; Journée de plantation d'arbres en Chine. Organisation : Pékin (Chine) ;
- 22 mars 2011 ; Journée mondiale de l'eau ;
- Avril 2011 ; Rencontres des professionnels de la forêt, Bulgarie ;
- Le 22 avril 2011 ; Jour de la Terre ;
- 2 au 13 mai 2011 ; CDD 19 - Commission sur le développement durable (CDD), Division du développement durable, Siège de l'ONU, à New York
- 9-10 mai 2011 ; Journée mondiale des oiseaux migrateurs ;
- 16 au 27 mai 2011 ; Dixième session de l'Instance permanente des Nations-Unies sur les questions autochtones (United Nations Permanent Forum on Indigenous Issues) ; PFII Secrétariat, siège de l'ONU, à New York ;
- 22 mai 2011 ; Journée international pour la diversité biologique : biodiversité et forêts ; Secrétariat de la CDB ;
- 5 juin 2011 ; Journée mondiale de l'environnement; PNUE ;
- 14 au 16 juin 2011 ;  sixième Conférence ministérielle sur la protection des forêts en Europe ; Forest Europe ; Oslo, Norvège ;
- 17 juin 2011 ; Journée mondiale de lutte contre la désertification et la sécheresse ; organisé par le Secrétariat de l'UNCCD ;
- Juin 26-1er juillet 2011 ; Tree Biotechnology 2011 - From genomes to integration and delivery  (Biotechnologie et arbres, des génomes à l'intégration et la production) ; IUFRO, Bahia, Brésil
- Juillet 2011 ; Conseil économique et social des Nations unies ; organisé par le Secrétariat, au Siège de l'ONU, à New York
- 9 août 2011 ; Journée internationale des populations autochtones ; Secrétariat : PFII
- Septembre 2011 ; 66e session de l'Assemblée générale des Nations unies ; Siège de l'ONU, à New York
- Septembre 2011 ; Conférence mondiale sur les forêts, pour l'environnement des enfants en ligne (ENO), Joensuu, Finlande, avec 100 pays attendus[5]
- Octobre 1 - 1er novembre 2011 ; Septième «Un environnement pour l'Europe" Conférence ministérielle, CEE-ONU, Astana, Kazakhstan
- 10 au 21 octobre 2011 ; Convention des Nations unies sur la lutte contre la désertification (UNCCD) COP 10, organisé par le Secrétariat de la CCD dans la ville de Changwon (Corée du Sud)qg
- Octobre 2011 ; Réunion de la Convention sur la diversité biologique (CDB), secrétariat de la CDB
- 16 octobre 2011 ; Journée mondiale de l'alimentation, sous l'égide de la FAO, partout dans le monde
- Novembre 2011 ; Assemblée Générale directeurs généraux des forêts de l'Union européenne  - La Pologne
- Novembre 2011 ; Conférence régionale sur les forêts, République démocratique du Congo, Kinshasa, République démocratique du Congo
- Novembre 28 - décembre 9 ; 17e Session de la Conférence des Parties à la CCNUCC (COP 17) et la septième session de la Réunion des Parties au Protocole de Kyoto (COP/MOP 7) ; Secrétariat de la CCNUCC; Johannesburg, Afrique du Sud
- 11 décembre ; Journée internationale de la montagne ; FAO, en Pologne

## Logo
Un logo spécifique a été dessiné et peut être utilisé ou décliné, à certaines conditions.